# まっつー
まっつー（本名不詳、1975年3月8日 - ）は、日本の漫画原作者。山口県宇部市出身。元妻は漫画家の椿あす。2人とも日本メイド協会の理事である。

## 経歴
代々木アニメーション学院福岡校卒後、関東でアニメーターとして数年間働く。後に福岡へと引っ越し、アルバイトをしながら漫画原作を志し、原作者表記は無いがKanonアンソロジー本「カノン〜Ｐｒｅｍｉｕｍ Ｓｔｏｒｉｅｓ〜 」で椿あすと組んで漫画原作者デビューを果たす。
後に「これが私の御主人様」「メイドをねらえ! 〜中林校長の野望〜」を連載。
2008年6月2日に、自身の公式サイトにて椿あすとの離婚を公表。同年6月27日をもって正式に離婚した。『これが私の御主人様』『メイドをねらえ! 〜中林校長の野望〜』は椿あすが継続を拒否したため事実上の連載終了となったと述べている。ただし、まっつー本人は自身の公式サイトで「もしかしたら、 『これが私の御主人様』や『メイドをねらえ!』の作画担当者の代わりを探す事になるかもしれない。」と発言しており、また、まっつー本人の希望としては「石恵に続きを書いて欲しい」としている。

## エピソード
ま@ ◆V/BXqMaTSUのハンドルネーム及びトリップを使用する現役の2ちゃんねらーであり、2ちゃんねるの「これが私の御主人様」スレッドに出入りし、自分の漫画に関するスレッドを自ら立てたこともある。
「これが私の御主人様」作中にも、2ちゃんねるに関するネタが頻出し、第2巻のおまけページ、小ネタ4で、ヒロイン達に肌色のスパッツを着せる事により「これで合法的にヤバイ絵を描ける」「大丈夫布だからモザイク必要なし」や4巻で、ヒロイン達が肌色の水着を着せられる話が出てくるなど少年誌の表現ギリギリになることも少なくない。

## 作品リスト
- これが私の御主人様
- メイドをねらえ! 〜中林校長の野望〜